# HC Aalst
Handbalclub Aalst, kortweg HC Aalst is een Belgische handbalploeg uit Aalst.

## Geschiedenis
Voorheen was de Handbal club gekend als "Eendracht" en kende een succesvolle geschiedenis.
De huidige club werd opgericht in 2000.
Alle activiteiten alsook alle wedstrijden hebben plaats in de sporthal 'Ten Rozen" gelegen in de Rozendreef te Aalst.

## Club
De club heeft haar thuisbasis in sporthal Ten Rozen in Aalst.
Anno 2023 zijn er 4 teams in Aalst.
- De 2 damesteams komen uit in de Liga en in regio Oost West .
- De 2 herenteams komen uit in de Liga 2 en in regio Oost West.

Er is een link met een satellietclub te Erpe-Mere die ook vertegenwoordigd wordt door het bestuur van HC Aalst.
De club kwam in 2022 in de actualiteit, toen het stadsbestuur de kantine van de sporthal wou sluiten.
Deze beslissing is na hevig protest van, onder andere, de handbalclub die het meest gebruikt maakt van de sporthal, niet doorgegaan.
De club telt ongeveer een 40 tal spelers (M/V).